# Celle di Macra
Celle di Macra – miejscowość i gmina we Włoszech, w regionie Piemont, w prowincji Cuneo.
Według danych na rok 2004 gminę zamieszkiwało 105 osób, 3,5 os./km².